# 子弓
子弓（?—?），是荀子推崇的一名儒家學者，荀子在《荀子·非十二子》多次提到子弓，荀子批判了子思與孟子，他認為子弓與自己才是真正繼承孔子思想的學者。目前對於子弓究竟為何人眾說紛紜，以仲弓為主。但也有馯子弘、子貢等說法。

## 身份

### 仲弓
一說子弓是孔子弟子仲弓，此論為唐代楊倞、元代吳萊、清代汪中、俞樾等所接受。汪中《荀卿子通论》云：“《非相》、《非十二子》、《儒效》三篇每以仲尼、子弓并称。子弓之为仲弓，犹子路之为季路，知荀卿之学实出于子夏、仲弓也。”（此說最流行）

### 馯子弘
另一种说法，子弓即「馯子弘」，楚國人，姓馯，又作駻，名臂，字子弘，又作子肱、子弓、子厷、子貢。子弘从孔子弟子鲁人子木受易学，有传易經之大功。唐朝的张守节、韩愈及現代學者郭沫若等認同此说。（此說較罕）

### 子貢
一說子弓即子貢，「弓」通「貢」。近人中国人民大学哲學系教授焦国成主之。（此說極罕，古代「貢」的通字通常是「贛」，「弓」字與「貢」字音韻不合。）